# Cinquena expedicio de Tamerlà a Coràsmia (1388)
La cinquena expedició de Tamerlà a Coràsmia fou conseqüència dels atacs dels sufis a Transoxiana el 1387 i 1388. L'expedició segons Yazdi, es va fer immediatament de tornar de Pèrsia, a la tardor del 1388 (octubre i/o novembre), però alguns historiadors opinen que en realitat fou a la primavera del 1389. Aqui ens remeten a la font primaria.
Timur va sortir immediatament cap a Coràsmia. Va acampar a Egryar enviant per endavant a dos prínceps tuluïdes, Konge i Timur Kutluq, dos prínceps que havien abandonat el partit de Toktamix i passat al servei de Timur; al riu Bagdadek van enviar un explorador endavant per informar-se i es va localitzar el bestiar del príncep tuluïda Ilikmish (casat amb la germana del emir (o xah) de Coràsmia Sulayman Sufi), que guardava un pastor; aquest i el bestiar foren agafats i enviats a Timur. Aquest va seguir fins al riu Khedris (que marcava la frontera entre Transoxiana i Coràsmia) i allí un desertor dels enemics els va informar que Sulayman Sufi i Ilikmish havien fugit de Coràsmia.
Timur va enviar a Miran Shah amb cinc regiments a perseguir als dos prínceps. Timur va entrar a Urganj i una part de la població fou massacrada i va obligar a la resta a traslladar-se a Samarcanda. Quan les ciutats es resistien Timur mostrava una gran crueltat. Urganj fou arrasada i la matança va durar deu dies al final dels quals només quedava en peu una mesquita; sobre el que havia estat la ciutat va fer sembrar ordi. El sistema de reg extensiu, que regava un gran nombre de camps i que fonamentava tota l'activitat agrícola, va ser sistemàticament destruït. Urganj es va deixar al desert. En els anys següents, es va recuperar gradualment, però mai no va recuperar el seu esplendor i amb el temps va ser desplaçada per la veïna ciutat de Khivà com a capital de Coràsmia. Després d'això Timur va retornar a Samarcanda.